# 碇由貴子
碇 由貴子（いかり ゆきこ、1991年11月1日 - ）は、元女優、元子役。千葉県出身。身長151cm。血液型A型。セントラルプロダクションに所属していたが、2009年頃に引退した。
2022年から映像コンテンツ権利処理機構に連絡のとれない権利者として掲載されている。

## 出演

### テレビドラマ
- 刑事追う! 第18話（1996年、テレビ東京）
- イグアナの娘 （1996年、テレビ朝日）-岡崎ゆりこ役
- ゆずれない夜（1996年、関西テレビ）
- サンタが殺しにやって来た（1996年、関西テレビ）
- 連続テレビ小説「あぐり」（1997年、NHK） - 理恵 役（レギュラー）
- せいぎのみかた（1997年、日本テレビ） - 弘美 役
- FiVE（1997年、日本テレビ）
- 火曜サスペンス劇場「運命の女」（1997年、日本テレビ）
- 花王 愛の劇場「熱中家族」（1998年、TBS） - 舞 役（レギュラー）
- 神様、もう少しだけ 最終話（1998年、フジテレビ） -石川幸役
  - 神様、もう少しだけ '99スプリングレイン（1999年、フジテレビ）

- 火曜サスペンス劇場「転勤判事4 」（1998年、日本テレビ） - 山中敬子 役
- 火曜サスペンス劇場「追跡5」（1999年、日本テレビ）
- 救急ハート治療室 第6話（1999年、関西テレビ） - 未来 役
- 大河ドラマ「葵 徳川三代」（2000年、NHK） - 初姫 役（レギュラー）
- アドベンチャー探偵の事件簿（2000年、TBS）吉原遥 役
- 仮面ライダー龍騎 第9話 - 第10話（2002年、テレビ朝日） - ゆかり 役
- 私立探偵 濱マイク 第11話（2002年、読売テレビ） - ミルクの少女時代 役
- マイリトルシェフ 第6話（2002年、TBS）
- 迷路の歩き方（2002年、NHK）
- 美女か野獣（2003年、フジテレビ） - 久瀬千尋 役
- ムコ殿2003 第4話（2003年、フジテレビ） - 高岡美幸 役
- WATER BOYS（2003年、フジテレビ） - 進藤仁美 役（レギュラー）
- NHK夜の連続ドラマ「ちょっと待って、神様」（2004年、NHK） - 久留リサ 役
- ほんとにあった怖い話 ほん怖クラブ レギュラー（2004年、フジテレビ）
  - ほんとにあった怖い話 「二階が怖い」（2004年、フジテレビ） - 草野亜矢子 役
- 冬の輪舞（2005年、東海テレビ） - 大丸百合 役（レギュラー）
- 土曜ワイド劇場「検事・朝日奈耀子3」（2005年、テレビ朝日） - 石塚友子 役
- 女の一代記シリーズ 最終夜「悪女の一生 ～芝居と結婚した女優 杉村春子の生涯～」（2005年、フジテレビ）
- 相棒 season4 第8話（2005年、テレビ朝日）- 千恵 役
- 轟轟戦隊ボウケンジャー 第14話（2006年、テレビ朝日） - ネンドガミ人間体 役
- 水曜ミステリー9「多摩南署たたき上げ刑事・近松丙吉6」（2006年） - 成島美保 役

### 映画
- 月の砂漠（2003年、東宝） - カアイ 役
- 仄暗い水の底から（2003年、東宝） - 松原淑美の幼少時代 役

### CM
- AGF「ブレンディ」「ブレンディー ボトルコーヒー」
- 永谷園「中華ちまき」「すし太郎」
- Panasonic「Lモード」（兼新聞広告）
- ホーユー「メンズビゲン白髪染め」
- 三井住友銀行
- 日本通信教育連盟
- 資生堂「美容液」
- ハワイ観光局
- イトーキ「学習机」
- SONY「ハンディカム」
- 花王「アタック」
- イオン「ゴーヤでチャンプル」
- 大正製薬「リポビタンD」（雑誌広告）